# Jerzy Zdanowski
Jerzy Zdanowski (ur. 10 września 1949 w Opolu Lubelskim) – polski historyk i arabista, profesor nauk humanistycznych, nauczyciel akademicki.

## Życiorys
Studiował ekonomię polityczną na Uniwersytecie Warszawskim. Ukończył Moskiewski Państwowy Instytut Stosunków Międzynarodowych. Prowadził badania w licznych jednostkach zagranicznych m.in. w School of Oriental and African Studies Uniwersytetu Londyńskiego, archiwach brytyjskich i Princeton University (jako stypendysta Programu Fulbrighta), a także we Francji, Kuwejcie, Jordanii i Egipcie. Uzyskał stopień naukowy doktora w 1978, następnie w 1994 habilitował się w zakresie nauk historycznych rozprawą zatytułowaną Emiraty wahhabickie. Z dziejów Arabii w latach 1745–1932 w Instytucie Historii PAN. Tytuł naukowy profesora otrzymał postanowieniem prezydenta RP z 2 czerwca 2003.
Zawodowo związany od 1978 z Polską Akademią Nauk. W latach 1993–2010 był dyrektorem Zakładu Krajów Pozaeuropejskich PAN, a w latach 2010–2011 p.o. dyrektora Instytutu Kultur Śródziemnomorskich i Orientalnych PAN. W pracy badawczej zajął się historią nowożytną krajów arabskich, antropologią społeczną i naukami politycznymi. Został profesorem zwyczajnym w Instytucie Kultur Śródziemnomorskich i Orientalnych Polskiej Akademii Nauk, a także wykładowcą m.in. Instytutu Bliskiego i Dalekiego Wschodu UJ oraz Krakowskiej Akademii im. Andrzeja Frycza Modrzewskiego. Członek Komitetu Nauk Orientalistycznych PAN, w strukturze akademii wchodził też w skład Komitetu Narodowego do spraw Współpracy z Europejską Fundacją Nauki (ESF). W 1995 został redaktorem naczelnym rocznika „Hemispheres. Studies on Cultures and Societies”. Prowadził wykłady na zaproszenie licznych uczelni zagranicznych i krajowych. Wykładał także w Instytucie Stosunków Międzynarodowych Uniwersytetu Warszawskiego.
Otrzymał nagrodę naukową Wydziału I Nauk Społecznych PAN z zakresu orientalistyki za pracę Historia Arabii Wschodniej od czasów najdawniejszych do końca XIII w. (2003).

## Publikacje
- Bracia muzułmanie i inni, Glob, Szczecin, 1986
- Emiraty wahhabickie. Z dziejów Arabii 1743–1932, Semper, Warszawa 1992.
- Arabia w opisach europejskich podróżników i badaczy XVIII–XX w., Semper, Warszawa 1993
- Arabia Saudyjska, ASKON, Warszawa 2004
- Historia Arabii Wschodniej, Ossolineum, Wrocław 2004 i 2008.
- Slavery in the Persian Gulf in the First Half of the 20th Century, ASKON, Warszawa, 2008.
- Współczesna muzułmańska myśl społeczno-polityczna. Nurt Braci Muzułmanów, ASKON, Warszawa 2009.
- Historia Bliskiego Wschodu w XX w., Ossolineum, Wrocław 2010
- Bliski Wschód 2011: bunt czy rewolucja, Krakowskie Towarzystwo Edukacyjne, Kraków 2011.
- Stosunki międzynarodowe na Bliskim Wschodzie w XX w., Krakowskie Towarzystwo Edukacyjne, Kraków 2011.
- Slavery and Manumission. The British policy in the Read Sea and the Persian Gulf in the first half of the 20th c., Ithaca, Reading 2012.
- Historia społeczeństw muzułmańskiego Bliskiego Wschodu w XX wieku, ASKON, Warszawa, 2013.
- Speaking With Their Own Voices: The Stories of Slaves in the Persian Gulf in the 20th Century, Cambridge Scholars Publishing, Newcastle upon Tyne 2014.
- Middle Eastern Societies in the 20th Century, Cambridge Scholars Publishing, Newcastle upon Tyne 2014.
- Państwo na muzułmańskim Bliskim Wschodzie. Procesy genezy i czynniki trwania, Krakowskie Towarzystwo Edukacyjne, Kraków 2015.
- Historia Najnowsza Bliskiego Wschodu i Afryki Północnej, Wydawnictwo Akademickie „Dialog”, Warszawa 2020.